# Distretto di Mamak
Il distretto di Mamak (in turco Mamak ilçesi) è uno dei distretti della provincia di Ankara, in Turchia.
Fa parte del comune metropolitano di Ankara.